# Waltraud Schoppe
 (mars 2025).
Si vous disposez d'ouvrages ou d'articles de référence ou si vous connaissez des sites web de qualité traitant du thème abordé ici, merci de compléter l'article en donnant les références utiles à sa vérifiabilité et en les liant à la section « Notes et références ».
Waltraud Schoppe, née le 27 juin 1942 à Vegesack (Brême), est une femme politique allemande. 
Membre des Verts, elle est députée fédérale sous trois législatures. De 1990 à 1994, elle occupe la fonction de ministre des Femmes du Land de Basse-Saxe.

## Situation personnelle
Diplômée de l'Abitur, elle étudie ensuite l’allemand et l’histoire à l'Université de Brême.
Waltraud Schoppe est mariée et mère de deux enfants. 